# Gert Kaiser

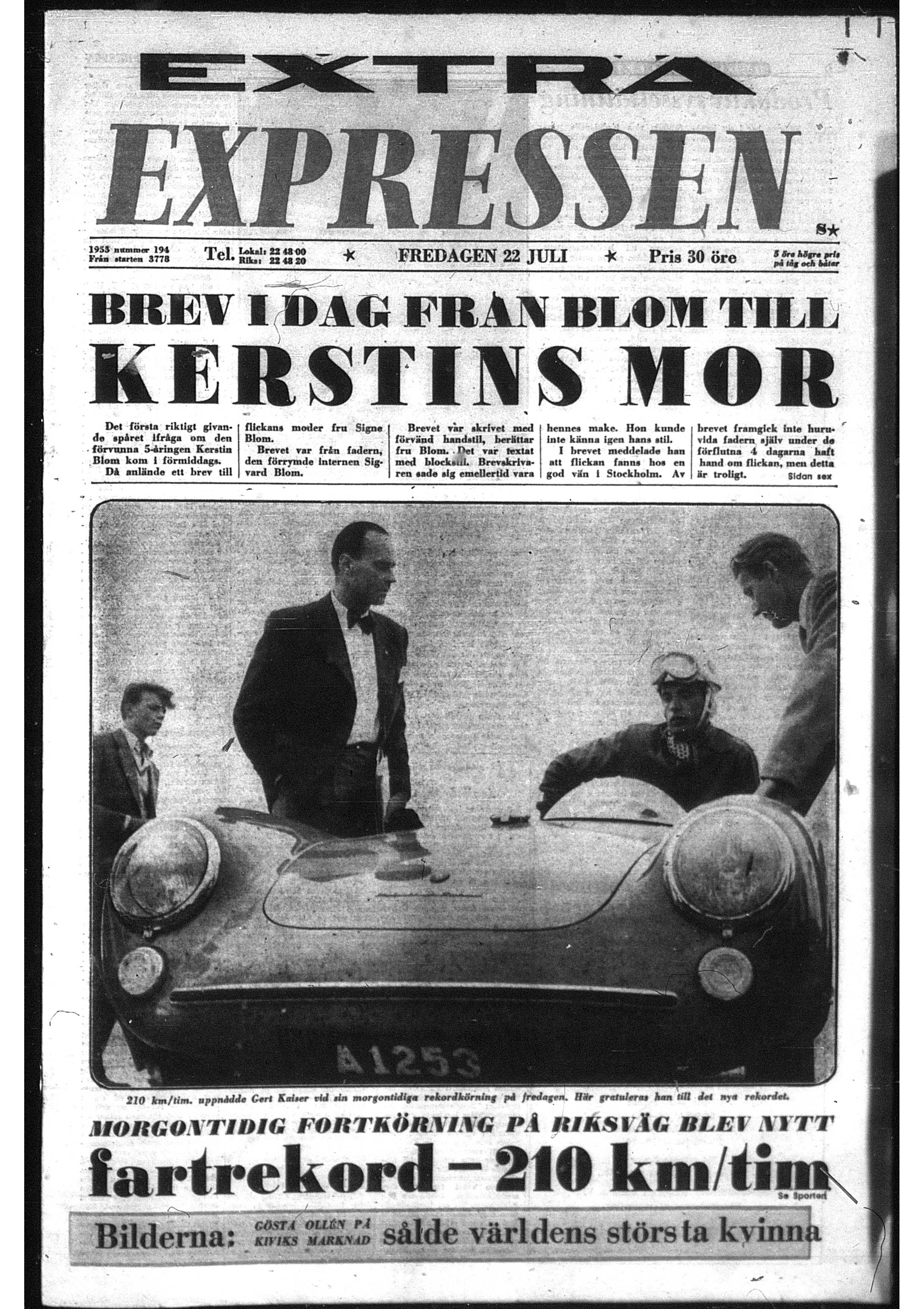

Gert Kaiser, född 1 mars 1925 i Berlin, död 12 oktober 1999 i Stockholm, var en svensk racerförare för Porsche. Han slog det svenska fartrekordet 1955, 210,7 km/h, i sin blåa Porsche 550 Spyder med gula ränder på motorhuven samt körde även framgångsrikt bland annat Mille Miglia, 500 km Nürburgring, 1000 km Nürburgring, Berlin Grand Prix, Sveriges Grand Prix, Rally des Alpes, Rally Monte Carlo samt deltog i Midnattssolsrallyt 1952, 1953, 1954, 1955, 1956 och 1957. Han var även en framgångsrik seglare och blev svensk mästare i 5 meter r yacht mellan 1990 och 1997. Kaiser var även entreprenör i bilbranschen.